# Aleksandar Arsenijević
Aleksandar Arsenijević (Priština, 24. kolovoza 1992.) srpski je političar, aktivist i nastavnik kemije. Predsjednik je i osnivač Srpske demokratije. Istakao se kao jedan od predstavnika struje otpora protiv represije Republike Kosovo nad Srbima.

## Životopis
Rođen je 24. kolovoza 1992. u Prištini. Nakon rata na Kosovu i NATO-ovog bombardiranja, kao dijete bio je u izbjeglištvu. Diplomirao je na Prirodno-matematičkom fakultetu Sveučilišta u Prištini, smjer kemija. Po obrazovanju je magistar kemije. Bio je 4 godine predsjednik Studentskog parlamenta PMF-a. Trenutno diplomira na Pravnom fakultetu Sveučilišta u Prištini.
Od 2013. godine radi kao ugostitelj, dok je tijekom 2021. godine radio kao profesor kemije do ulaska u politiku kada ostaje bez posla.
Politikom se počeo baviti 2021. godine kada je osnovao Građansku inicijativu "Srpski opstanak". Najavio je kandidaturu za predsjednika općine Sjeverna Kosovska Mitrovica na lokalnim izborima 2023. godine, kao jedini srpski kandidat, ali je ubrzo povukao kandidaturu zbog bojkota srpske zajednice.
U prosincu 2023. Srpski opstanak prerasta u političku stranku pod nazivom Srpska demokratija.
Više ga je puta hapsila kosovska policija zbog aktivizma protiv djelovanja kosovskih vlasti. Srbima je, kaže Arsenijević, bolji čak i život u izbjegličkoj koloni nego sadašnja situacija na Kosovu. Arsenijević smatra da Samoopredjeljenje premijera Albina Kurtija vodi kampanju protiv njega s ciljem njegovog uhićenja.